# Du Baptême à Je dis -M-
Pour plus de détails, voir Fiche technique et Distribution.
Du Baptême à Je dis -M- est un documentaire français sur Matthieu Chedid réalisé par sa sœur Émilie Chedid, tourné entre 1994 et 2000. Le titre fait référence à deux albums du chanteur : Le Baptême (1997) et Je dis aime (1999).

## Synopsis
Ce documentaire retrace les débuts de Matthieu Chedid, alias -M-, entre 1994 et 2000. À travers des images d'archives rares, des moments de création et des témoignages, il dévoile la naissance d’un univers artistique singulier, entre poésie, humour et exploration musicale.

## Fiche technique

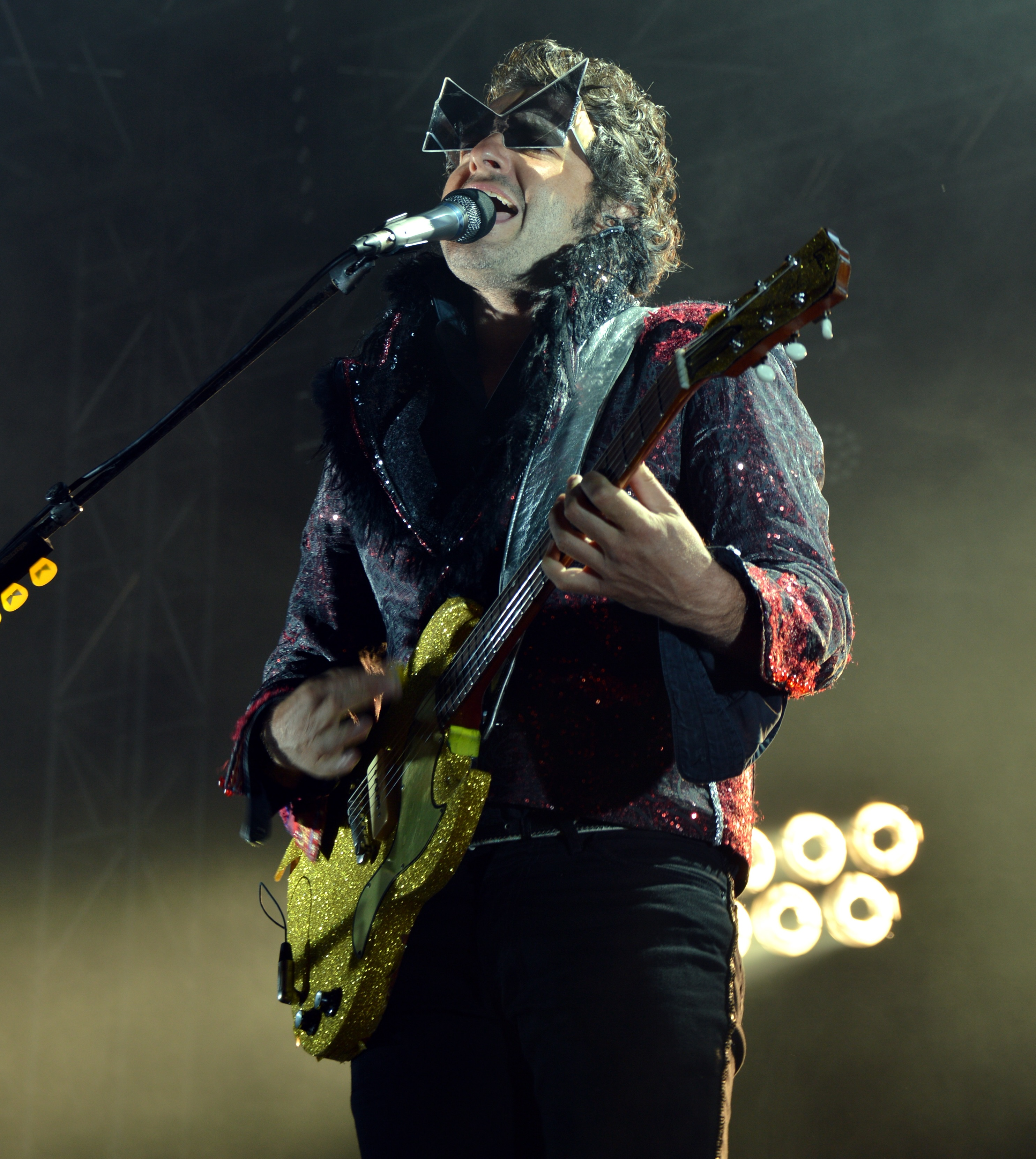
Matthieu Chedid.

- Titre original : Du Baptême à Je dis -M-
- Réalisation : Émilie Chedid
- Musique : Matthieu Chedid
- Montage : Olivia Chiché, assistée de Thomas Berthet
- Images : Émilie Chedid, Céline Bary, Valérie Cahour et Thierry Gautier
- Journaliste : Olivier Roubin
- Décor et cadre : Émilie Chedid
- Lumière : Rudy Bouchoucha
- Son : Jean-Paul Guirado
- Sociétés de production : La Bohème Films, Le Village, Labo M, Delabel
- Pays de production :  France
- Langue originale : français
- Format : couleur — Beta SP — format 4/3
- Genre : documentaire
- Durée : 52 minutes
- Dates de sortie :
  - France : 6 janvier 2001 (Carte blanche de la Sacem au Cinéma des cinéastes), 12 janvier 2002 (sur Paris Première)
  - Belgique : 14 juillet 2001 (sur Canal+ Belgique)
- Classification : tous publics

## Distribution
- Alain Bashung
- Alex Gopher
- Andrée Chedid
- Céline Bary
- Charlélie Couture
- Charles Bensmaine
- Cyril Atef
- Cyril Houplain
- David Taieb
- Dominique Elalouf
- Franck Monnet
- Gérald Toto
- Jérôme Goldet
- Laurent Seroussi
- Lisa Roze
- Louis Chedid
- Louis-Gabriel Chedid
- Madame Lassuyt
- Marcel Kanche
- Marianne Chedid
- Marlon Bois
- Mathieu Boogaerts
- Matthieu Chedid
- Maxime Garoute
- Natacha Gauthier
- Nicole Schluss
- Patrice Renson
- Philippe Caulier
- Philippe Zdar
- Pierre Boscheron
- Rita Weltzer
- Santiago Casariego
- Thierry Stremler
- Thomas Dutronc
- Thomas Viscogliosi
- Vanessa Paradis
- Vincent Elbaz
- Vincent Segal

## Autour du film
- Le documentaire connaît une version remasterisée au format 16/9 à l'occasion du vingtième anniversaire de l'album Le Baptême en 2017. Il est proposé sur le site Internet de Matthieu Chedid pour les détenteurs de l'album La B.O² -M-[1].